# فيليب جي. هابارد
فيليب جي. هابارد (بالإنجليزية: Philip G. Hubbard)‏ هو كاتب سير ذاتية ومهندس أمريكي، ولد في 4 مارس 1921، وتوفي في 10 يناير 2002.